# Université Simon Fraser
L’Université Simon Fraser (Simon Fraser University, SFU) est une université publique située en Colombie-Britannique dont le campus principal est situé sur le mont Burnaby (en), à Burnaby, à 20 km à l'est de Vancouver, et les campus secondaires au centre-ville de Vancouver et de Surrey. Le campus principal de Burnaby Moutain, d'une superficie de 1,7 km2, a été établi en 1965 et comprend plus de 30 000 étudiants et 950 employés. Adjacent à l'université se trouve UniverCity (en), une cité étudiante. L'université a été nommée ainsi en l'honneur de Simon Fraser, un vendeur de fourrure et explorateur de la Compagnie du Nord-Ouest. Les programmes undergraduate et graduate fonctionnent sur un programme tri-semestriel.
C'est la seule université non américaine à être membre de la National Collegiate Athletic Association. En 2007, l'Institut royal d'architecture du Canada a attribué son prix du XXe siècle à l'Université Simon Fraser.
L'Université Simon Fraser a été classée première parmi les universités complètes canadiennes en 2009, 2010, 2011 et 2012 par Maclean's,,.

## Histoire

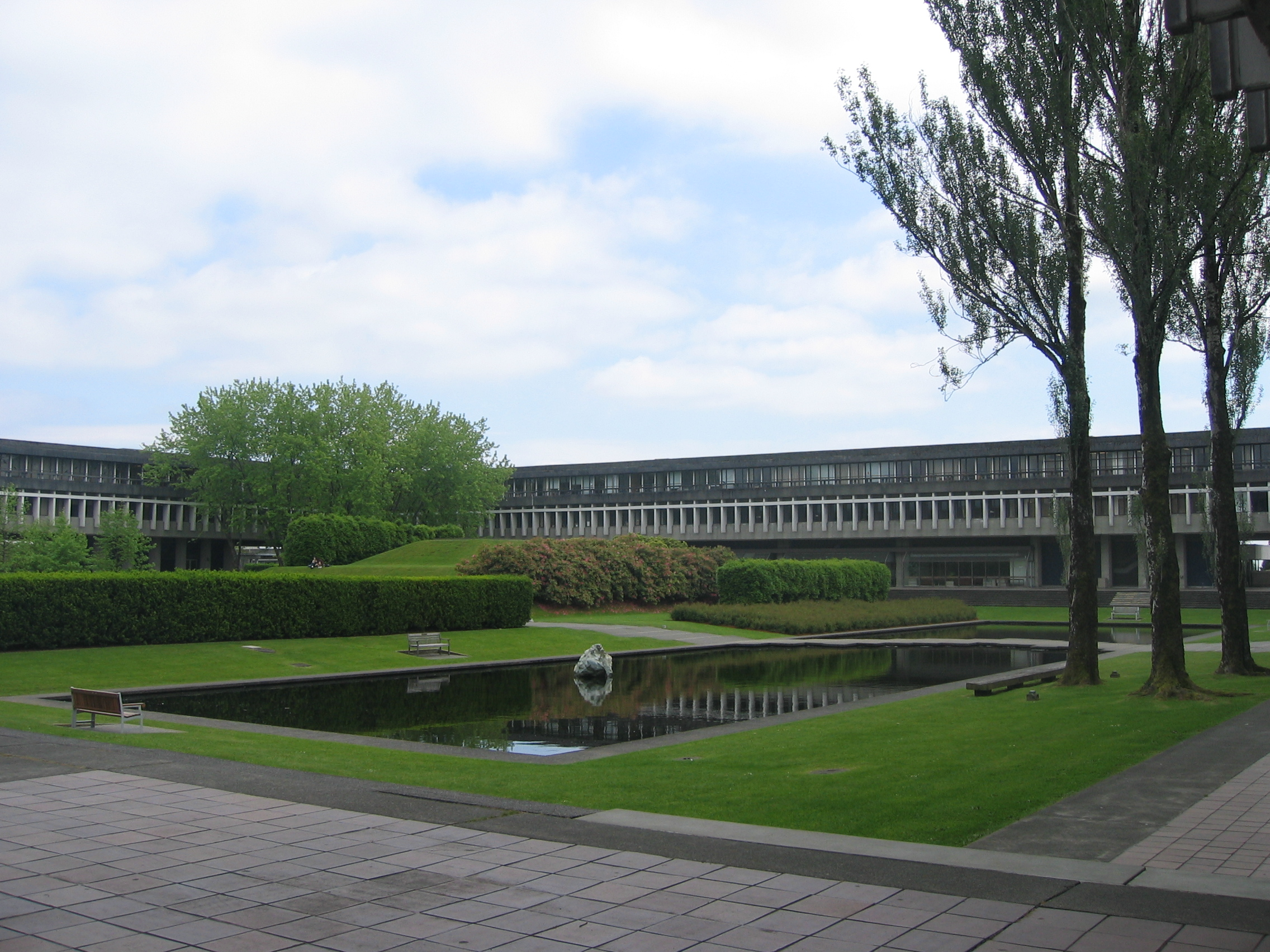
LAcademic Quadrangle (bassin de réflexion).

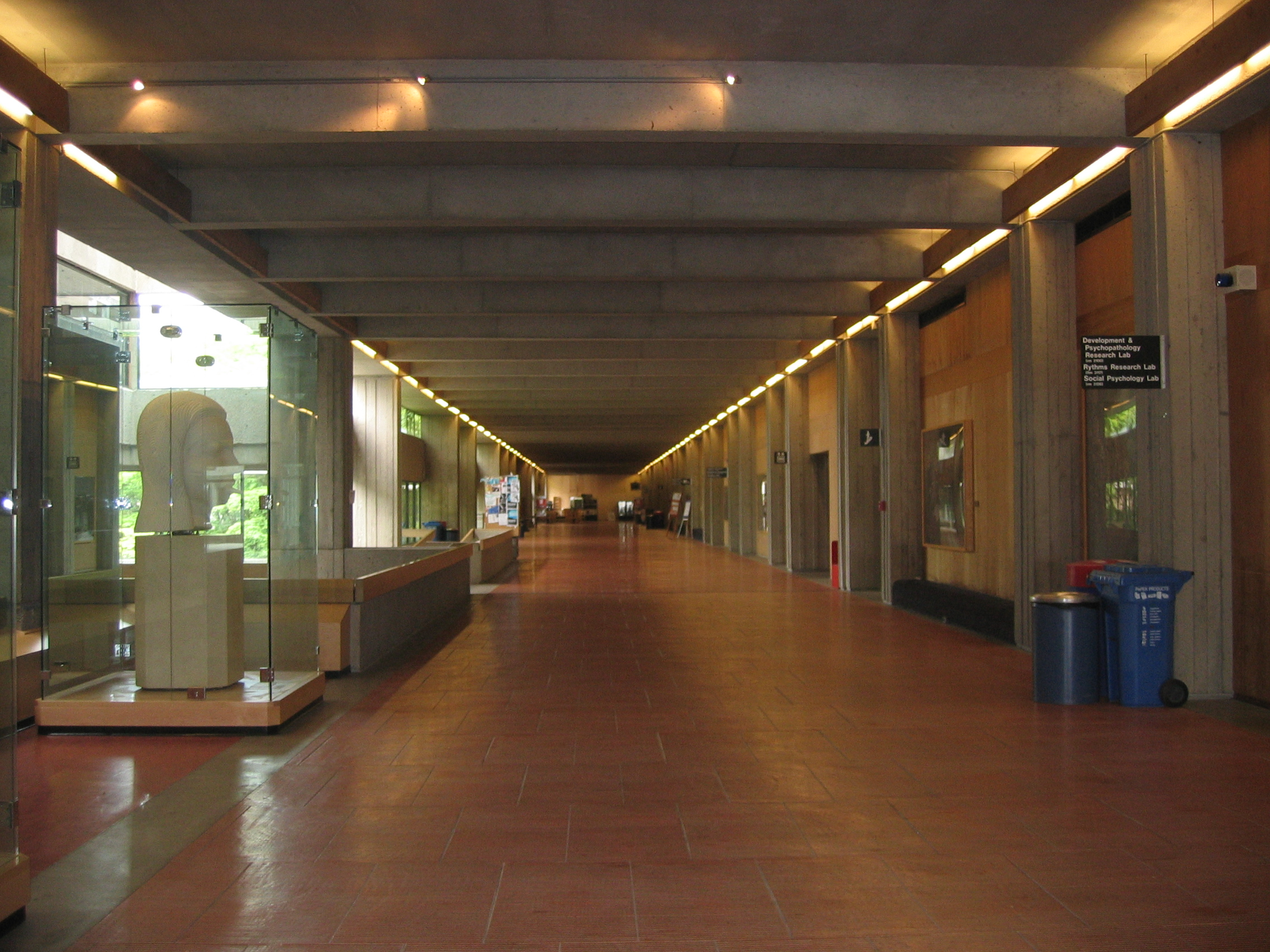
Dans lAcademic Quadrangle.

### Fondation
L'Université Simon Fraser a été fondée sur la recommandation d'un rapport de 1962 nommé Higher Education in British Columbia and a Plan for the Future par J.B. Macdonald, qui préconisait l'établissement d'une université dans le Lower Mainland. L'Assemblée de la Colombie-Britannique donna son accord officiel le 1er mars 1963.
En mai de la même année, Gordon M. Shrum fut nommé premier directeur de l'université. Parmi la variété de sites proposés, Shrum suggéra au gouvernement provincial que le sommet du Mont Burnaby (en), 365 mètres au-dessus du niveau de la mer, soit choisi pour la nouvelle université. Les architectes Arthur Erickson et Geoffrey Massey remportèrent l'appel d'offres pour concevoir l'université et la construction commença au printemps 1964.
Le campus est orienté au nord-est au-dessus de la baie Burrard. Dix-huit mois plus tard, le 9 septembre 1965, l'université entama son premier semestre avec 2 500 étudiants.

### Militantisme politique dans les années 1960 et 1970
Le campus était réputé dans les années 1960 et au début des années 1970 comme un terreau de contestation, phase qui culmina en une crise au sein du département de sciences politiques, de sociologie et d'anthropologie à propos de différences idéologiques au sein de la faculté. La crise fut résolue en séparant les facultés.

## Classements
Depuis 1991, l'Université Simon Fraser est classée meilleure université complète du Canada en 1993, 1996 à 1998, 2000 et 2008 à 2012 dans la publication annuelle du classement des universités canadiennes dans le magazine Maclean's. Les Higher Education Strategy Associates ont classé l'université 6e pour le Canada en sciences et ingénierie et 10e en sciences humaines et sociales.
Research Infosource, le plus important fournisseur de rapports d'évaluation sur la recherche universitaire, a nommé cette université première en matière d'« efficacité de publication » en 2006[réf. nécessaire]. Comme la plupart des autres universités canadiennes, il s'agit d'une université publique, plus de la moitié du budget provenant des financements publics et le reste des droits d'inscription.

## Campus
Le campus principal est établi sur 174 hectares au sommet d'une colline de 400 m. Il a été conçu par l’architecte Arthur Erickson plutôt « en creux » et horizontal.
Des logements pour la communauté, du nom d'UniverCity (en), sont en cours de construction.
L’accès a longtemps été un problème, mais une station du SkyTrain est désormais au pied de la colline.

## Facultés
L'Université Simon Fraser comprend huit facultés (« faculties ») :
- la Faculty of Applied Science
- la Faculty of Arts and Social Sciences
- la Beedie School of Business
- la Faculty of Communication, Art and Technology
- la Faculty of Education
- la Faculty of Environment
- la Faculty of Health Sciences
- la Faculty of Science

## Organisations
Le journal corporatif est The Peak.
L’Écosse est le pays de référence. La mascotte du club de sport est un terrier écossais et la cornemuse l’instrument de musique le plus renommé.
Il y a un musée d’archéologie et trois galeries d’art.
L'organisme de recherche mathématique MITACS y est installé.
Les locaux furent aussi utilisés comme décors pour la série Stargate SG-1. Ils sont également utilisés dans la série Battlestar Galactica pour les scènes se déroulant sur Caprica.

## Pressions du secteur privé
Le philosophe Alain Deneault souligne que l'université, massivement financée par le secteur privé, subit les pressions de ce dernier et pousse à la censure : « ainsi, le professeur de science politique Anil « Andy » Hira a vu sa propre institution lui demander de déchirer les résultats de ses recherches en République dominicaine, sur la perception par la population de l’exploitation minière de l’entreprise canadienne Barrick Gold sur son territoire. »

## Personnalités liées à l'université

### Professeurs
De 1974 à 1992, l'économiste et sociologue D. W. Smythe y enseigna l'économie des médias. Autres professeurs notoires : 
- Stephen Collis
- Meredith Quartermain
- Karen Jamieson